# Nemotelus bruesii
Nemotelus bruesii är en tvåvingeart som beskrevs av Axel Leonard Melander 1903. Nemotelus bruesii ingår i släktet Nemotelus och familjen vapenflugor. Inga underarter finns listade i Catalogue of Life.